# Щос
Щос (на немски: Stoss – колода карти) е хазартна игра на карти, популярна през 19 век. При нея победата зависи единствено от късмета. Уменията на играча нямат никакво значение. При игра на щос е направен големия залог в повестта на Пушкин „Дама Пика“. На щос играят и героите на Гогол. Щос е описана и в едноименната повест на Лермонтов „Щос“. Играта се разпространява в Русия в края на 18 век.

## Правила
Броят на участниците не е ограничен. Играе се с колоди по 32, 36 или 52 карти.
Ходовете на всеки от играчите [редактиране]
1. В началото на играта, всеки от играчите тегли по 5 карти от своята колода. След това този, за когото чрез жребий е решено да играе пръв, тегли още една карта. Така в началото на ходът си, всеки от играчите тегли карта. Тегленето на карта се прави през draw phase, което е първата част от ходът на всеки играч.
2. Втората част от ходовете на всеки от играчите се нарича standy phase. По време на standy phase се активират ефектите, continous карти, които преди това са били поставени на полето и после са били активирани. Единствените действия, които играчите извършват в тази пауза е да изберат един от ефектите на дадена карта, ако на нея е уточнено, че имат такова право по време на standy phase.
3. Третата част от ходовете на всеки от играчите се нарича main phase 1. През нея играчите поставят карти от ръката си на полето. Могат да призоват чудовище (нарича се normal summon и се прави само по веднъж на ход) като го вземат от ръката си и го поставят на полето в monster card zone. Имат право да го поставят в атакуващ режим (вертикално) или с лице надолу (обърнато и хоризонтално). Второто се брои за set и е различно от normal summon. друга възможност е да сменят позицията на дадено чудовище от атакуваща в защитна или обратното. Могат да поставят до пет магически или карти капани от ръката си, всяка в отделна spell and trap cards zone. Ако на полето съответно няма свободни monster card zone или spell and trap cards zone те нямат право да извършат някои от по-горе описаните действия освен ако това не е изрично обяснено в ефектът на някоя активирана карта.
4. Четвъртата част от ходовете на всеки от играчите се нарича battle phase. В нея играчите могат да атакуват по веднъж с всяко от своите чудовища, което е в атакуващ режим. Провеждането на атаката става, като първо се избере чудовище, което ще атакува, а после и противниково чудовище, което да бъде атакувано. Ако на полето на противника няма чудовища, избраната атакуваща карта нанася damage на жизнените на противника, равен на нейната атака. Ако се атакува чудовище, се проверява най-напред дали е в атакуващ или защитен режим (хоризонтално положение). Ако чудовището е с лице надолу, то се обръща с лице нагоре в защитен режим. В замисимост от позицията на противниковото чудовище, се гледат неговите атакуващи или защитни точки. Ако те са по-малки от атаката на вашето чудовище, противниковата карта се изпраща в гробището. Преди да се изпрати дадено чудовище в гробището се изчисляват щетите:
- Ако противниковото чудовище е било в атакуващ режим и е имало по-малко атакуващи точки, противникът губи жизнени точки, равни на разликата между атаките на двете чудовища.
- Ако противниковото чудовище е в атакуващ режим и има повече атакуващи точки, атакувалото чудовище се изпраща в гробището и неговият собственик губи жизнени точки, равни на разликата между атаките на двете чудовища.
- Ако и двете чудовища са в атакуващ режим, но имат една и съща атака, те се изпращат в гробищата, без някой от играчите да понесе щети.
- В случай че противниковото чудовище е било в защитен режим и е имало по-малко защитни точни, никой от играчите не губи жизнени.
- При положение, в което противниковото чудовище е в защитен режим, но има защита по-голяма от атаката на атакуващото чудовище, собственикът на атакувалото чудовище губи жизнени равни на разликата между съответните атака и защита на двете чудовища. Чудовището в защитен режим не се изпраща в гробището.
- Ако противниковото чудовище е в защитен режим и неговата защита е равна на атаката на атакуващото чудовище, никоя от картите не бива изпратена в гробищата на играчите, и никой от тях не понася щети по жизнените си точки.
Спрямо по-горе описаните ситуации, battle phase се дели на battle attack и battle damage step.
5. Петата част от ходовете на всеки от играчите се нарича main phase 2. В нея могат да се извършат същите действия, като в main phase 1, като радликата се състои в това, че ако тогава сте призовали чудовище, нямате право да го направите и по време на main phase 2.
6. Шестата част от ходовете на всеки от играчите се нарища End Phase. В нея се активират ефектите на вече активирани continous карти. Също така играчът е длъжен да изхвърли определен брой карти в гробището, ако в ръката си има седем или повече карти. Това действие се нарича discard. След него играчът привършва ходът си.
Има и компютърен вариант на играта, който е създаден от KONAMI.